# Justin Jackson (baloncestista de 1997)
Justin Nicholas Jackson (East York, Ontario, 18 de febrero de 1997) es un baloncestista canadiense que pertenece a la plantilla de los Calgary Surge de la CEBL. Con 2,01 metros de estatura, juega en la posición de alero.

## Trayectoria deportiva

### Universidad
Tras jugar en su etapa de instituto el Nike Hoop Summit de 2016, jugó dos temporadas con los Terrapins de la Universidad de Maryland, en las que promedió 10,3 puntos, 6,5 rebotes y 1,2 asistencias por partido.

#### Estadísticas
| Año     | Equipo   | PJ | PT | MPP  | %TC  | %3P  | %TL  | RPP | APP | ROB | TPP | PPP  |
| ------- | -------- | -- | -- | ---- | ---- | ---- | ---- | --- | --- | --- | --- | ---- |
| 2016–17 | Maryland | 33 | 30 | 27.8 | .438 | .438 | .698 | 6.0 | 0.9 | 0.9 | 0.8 | 10.5 |
| 2017–18 | Maryland | 11 | 10 | 29.4 | .366 | .250 | .828 | 8.1 | 1.9 | 0.8 | 0.8 | 9.8  |
| Total   | Total    | 44 | 40 | 28.2 | .418 | .386 | .728 | 6.5 | 1.2 | .9  | .8  | 10.3 |

### Profesional
Fue elegido en la cuadragésimo tercera posición del Draft de la NBA de 2018 por Denver Nuggets, pero fue posteriormente traspasado a Orlando Magic. En septiembre firmó contrato con su filial en la G League, los Lakeland Magic.
[actualizar]
El 2 de mayo de 2024 regresa al Calgary Surge.